# HMS Vanguard (1909)
El octavo HMS Vanguard  de la Marina Real Británica fue un acorazado de la clase St Vincent, una versión agrandada del HMS Dreadnought diseñado y construido por Vickers en Barrow-in-Furness. Fue diseñado y construido durante la carrera armamentística naval angloalemana, y pasó su vida de servicio en la Home Fleet británica.

## Historial operativo

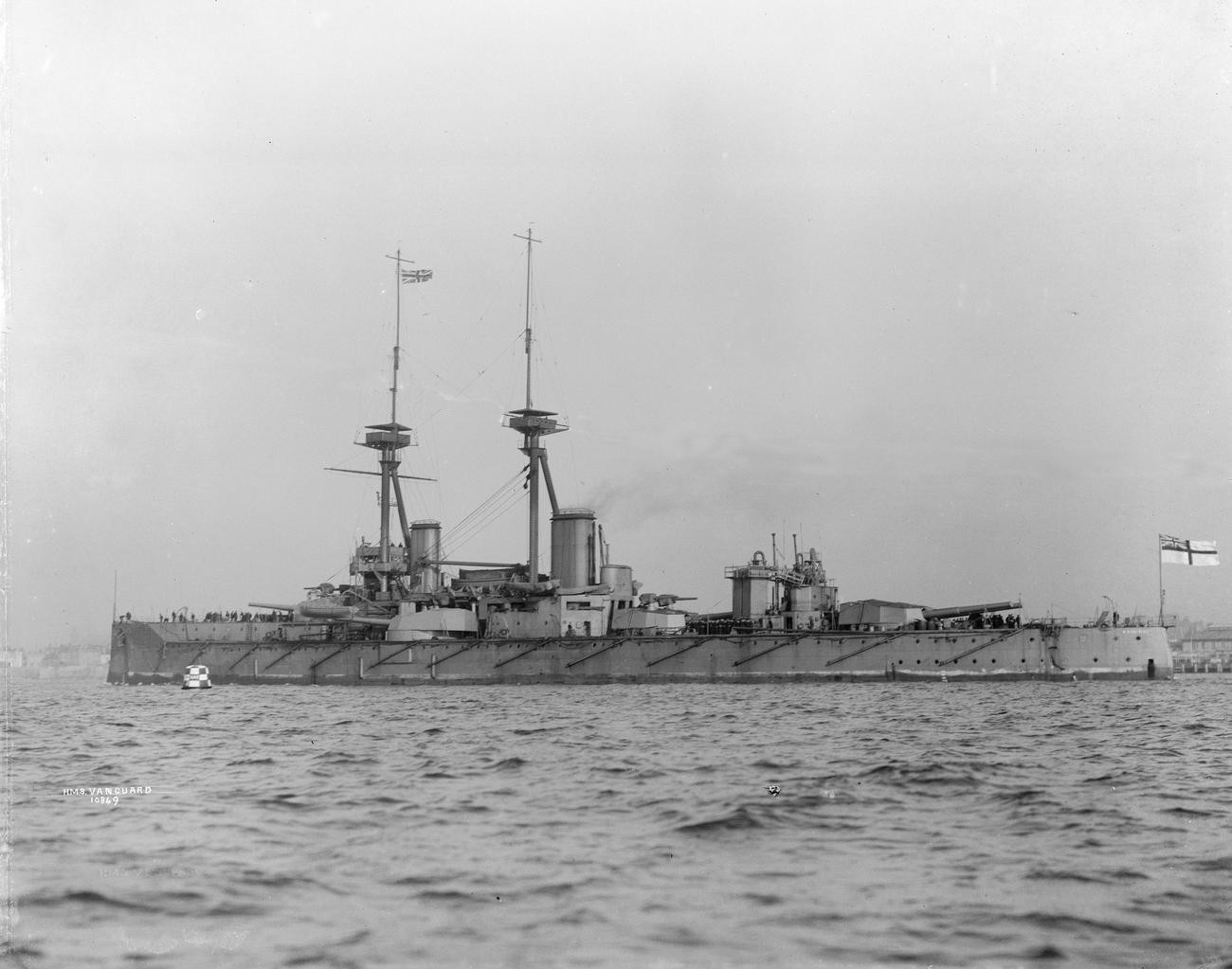
HMS Vanguard en 1910.

Al inicio de la Primera Guerra Mundial, el Vanguard se unió a la primera escuadra de combate en Scapa Flow, y participó en la Batalla de Jutlandia como parte de la cuarta escuadra de combate. Tomó parte de la acción desde el comienzo al final, pero no sufrió daños ni bajas.

### Hundimiento
Poco antes de la media noche del domingo, 9 de julio de 1917 en Scapa Flow el Vanguard sufrió una explosión interna, probablemente causado por un resto de cordita almacenado cerca de los polvorines de las torres P y Q. Se hundió instantáneamente con la pérdida de 843 hombres; solo hubo dos supervivientes. El lugar, está designado y controlado bajo los términos del acta de protección de tumbas militares.
En términos de pérdida de vidas, la destrucción del HMS Vanguard permanece como la más catastrófica explosión accidental de la historia del Reino Unido y una de las peores pérdidas accidentales de la Royal Navy, por encima de la del HMS Bulwark en 1914.
Un tribunal de investigación escuchó los relatos de muchos testigos en barcos cercanos. Aceptaron el consenso de que se había producido una pequeña explosión con un resplandor blanco entre el trinquete y la torreta "A", seguida tras un breve intervalo por dos explosiones mucho mayores. El tribunal decidió, basándose en las pruebas disponibles, que las detonaciones principales se produjeron en el polvorín "P", en el polvorín "Q" o en ambos. Una gran cantidad de escombros arrojados por las explosiones cayeron en los barcos cercanos; una sección de chapa de aproximadamente 1,8 por 1,2 m aterrizó a bordo del acorazado HMS Bellerophon. Se comprobó que procedía de la sala hidráulica nº 2, situada a popa de la barbeta "A". No mostraba signos de una explosión del polvorín "A", lo que reforzaba las pruebas visuales que sugerían que la explosión tuvo lugar en la parte central del buque.
Aunque la explosión fue obviamente una detonación de las cargas de cordita de un cargador principal, la razón de la misma estaba menos clara. Había varias teorías. La investigación concluyó que parte de la cordita a bordo, que había sido descargada temporalmente en diciembre de 1916 y catalogada en ese momento, había sobrepasado su vida útil. Se planteó la posibilidad de una detonación espontánea, pero no pudo probarse. También se observó que varias calderas del buque seguían en uso y que algunas puertas estancas, que deberían haber estado cerradas en tiempo de guerra, estaban abiertas mientras el buque estaba en puerto. Se sugirió que esto podría haber contribuido a una temperatura peligrosamente alta en los polvorines. La conclusión final del tribunal fue que el incendio se inició en un polvorín de cuatro pulgadas, tal vez cuando el aumento de temperatura provocó la ignición espontánea de la cordita, extendiéndose a uno u otro de los polvorines principales, que luego explotaron.